# Bord-Saint-Georges
Pour les articles homonymes, voir Bord et Saint-Georges.
Bord-Saint-Georges est une commune française située dans le département de la Creuse en région Nouvelle-Aquitaine. Le village est à côté de Bornet, dans la même commune, qui est son diminutif.

## Géographie
| Toulx-Sainte-Croix | Lavaufranche Soumans | Verneiges |
| Trois-Fonds        | Bord-Saint-Georges   | Auge      |
| Gouzon             | Gouzon               | Lussat    |

### Climat
Pour des articles plus généraux, voir Climat de la Nouvelle-Aquitaine et Climat de la Creuse.
Historiquement, la commune est exposée à un climat montagnard.  
En 2020, Météo-France publie une typologie des climats de la France métropolitaine dans laquelle la commune est exposée à un climat de montagne et est dans la région climatique  Ouest et nord-ouest du Massif Central, caractérisée par une pluviométrie annuelle de 900 à 1 500 mm, maximale en automne et en hiver.
Pour la période 1971-2000, la température annuelle moyenne est de 10,5 °C, avec une amplitude thermique annuelle de 15,2 °C. Le cumul annuel moyen de précipitations est de 892 mm, avec 11,7 jours de précipitations en janvier et 7,6 jours en juillet. Pour la période 1991-2020, la température moyenne annuelle observée sur la station météorologique la plus proche, située sur la commune de Boussac à 12 km à vol d'oiseau, est de 11,0 °C et le cumul annuel moyen de précipitations est de 896,4 mm,. Pour l'avenir, les paramètres climatiques de la commune estimés pour 2050 selon différents scénarios d'émission de gaz à effet de serre sont consultables sur un site dédié publié par Météo-France en novembre 2022.

### Milieux naturels et biodiversité

#### Espaces protégés
La protection réglementaire est le mode d'intervention le plus fort pour préserver des espaces naturels remarquables et leur biodiversité associée.
En 2025, trois aires protégées concernent le territoire communal.

#### Zones naturelles d'intérêt écologique, faunistique et floristique
L'inventaire des zones naturelles d'intérêt écologique, faunistique et floristique (ZNIEFF) a pour objectif de réaliser une couverture des zones les plus intéressantes sur le plan écologique, essentiellement dans la perspective d’améliorer la connaissance du patrimoine naturel national et de fournir aux différents décideurs un outil d'aide à la prise en compte de l'environnement dans l'aménagement du territoire.
En 2025, trois ZNIEFF sont recensées sur la commune d'après l'INPN.
La « vallée de la Voueize à l'amont de Chambon » est une ZNIEFF de type 2 qui concerne le sud du territoire communal sur environ un demi-kilomètre carré, au lieux-dits le Pâtural des Arbres et le Pré des Îles, en rive gauche de la Voueize.
Elle inclut entièrement une ZNIEFF de type 1, le site « prairies et mares de la Voueize à Lussat » situé essentiellement sur le territoire de Lussat, dans une moindre mesure sur celui de Chambon-sur-Voueize, et de façon minimaliste sur Bord-Saint-Georges et Gouzon ; il concerne une partie de la vallée de la Voueize et des vallées de deux de ses petits affluents, la Verneigette et le ruisseau de la Viergne, ainsi que leurs rives. Elle concerne une petite zone d'environ 19 hectares, dans l'extrême sud de la commune, au lieu-dit le Pré des Îles.
Une autre ZNIEFF de type 1, le « site à chauves-souris : église de Bord-Saint-Georges », s'étend sur sur près de six hectares, sur une grande partie du bourg,. Entre 1986 et 2010, trois espèces de chauves-souris y ont recensées et la présence de Corbeaux freux (Corvus frugilegus) a été notée.

## Urbanisme

### Typologie
Au 1er janvier 2024, Bord-Saint-Georges est catégorisée commune rurale à habitat très dispersé, selon la nouvelle grille communale de densité à 7 niveaux définie par l'Insee en 2022.
Elle est située hors unité urbaine et hors attraction des villes,.

### Occupation des sols
L'occupation des sols de la commune, telle qu'elle ressort de la base de données européenne d’occupation biophysique des sols Corine Land Cover (CLC), est marquée par l'importance des territoires agricoles (91,3 % en 2018), une proportion sensiblement équivalente à celle de 1990 (91,5 %). La répartition détaillée en 2018 est la suivante : 
prairies (67,4 %), zones agricoles hétérogènes (20,8 %), forêts (7,7 %), terres arables (3 %), zones urbanisées (1,1 %). L'évolution de l’occupation des sols de la commune et de ses infrastructures peut être observée sur les différentes représentations cartographiques du territoire : la carte de Cassini (XVIIIe siècle), la carte d'état-major (1820-1866) et les cartes ou photos aériennes de l'IGN pour la période actuelle (1950 à aujourd'hui).

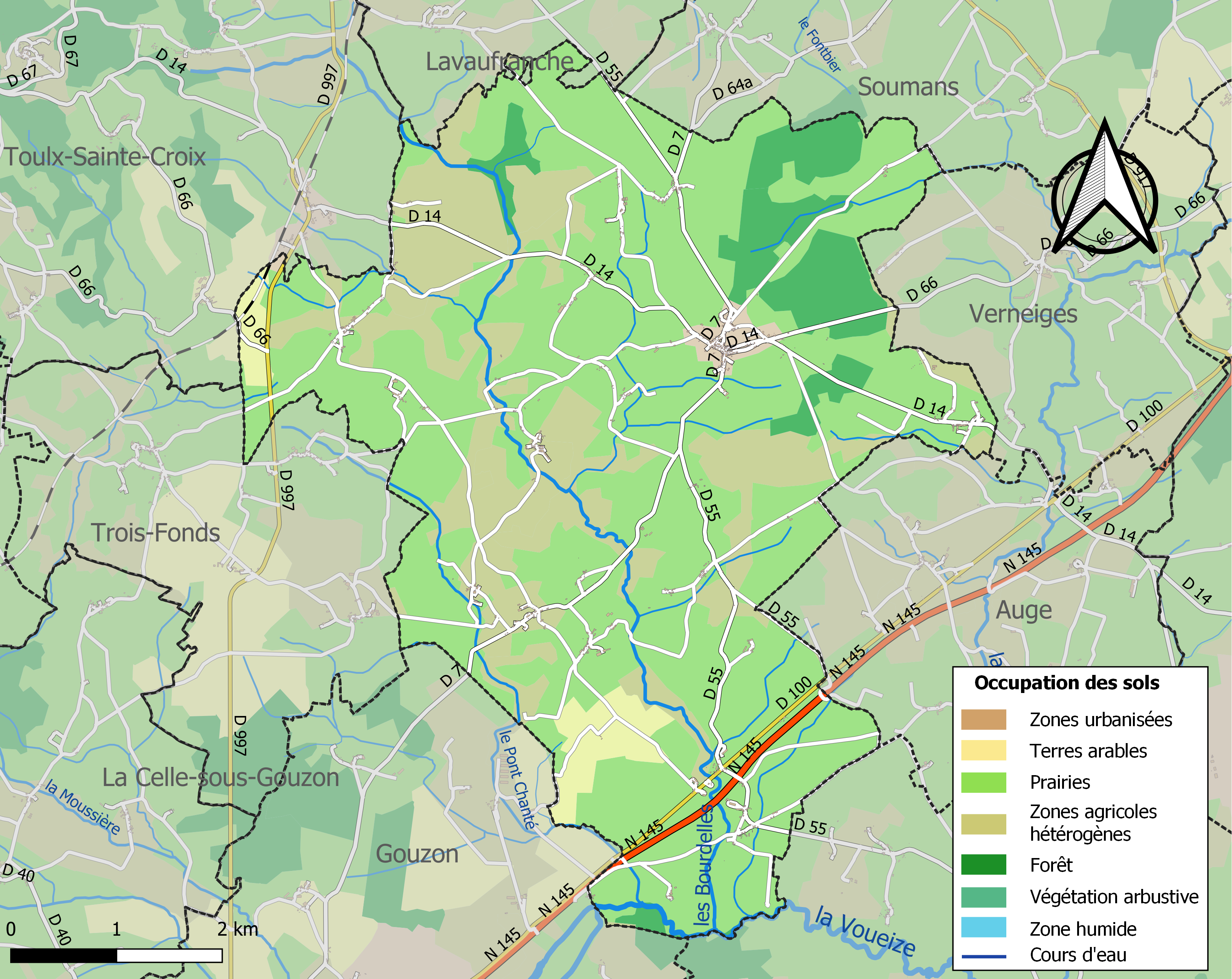
Carte des infrastructures et de l'occupation des sols de la commune en 2018 (CLC).

### Risques majeurs
Le territoire de la commune de Bord-Saint-Georges est vulnérable à différents aléas naturels : météorologiques (tempête, orage, neige, grand froid, canicule ou sécheresse) et séisme (sismicité faible). Il est également exposé à un risque technologique,  le transport de matières dangereuses, et à un risque particulier : le risque de radon. Un site publié par le BRGM permet d'évaluer simplement et rapidement les risques d'un bien localisé soit par son adresse soit par le numéro de sa parcelle.

#### Risques naturels

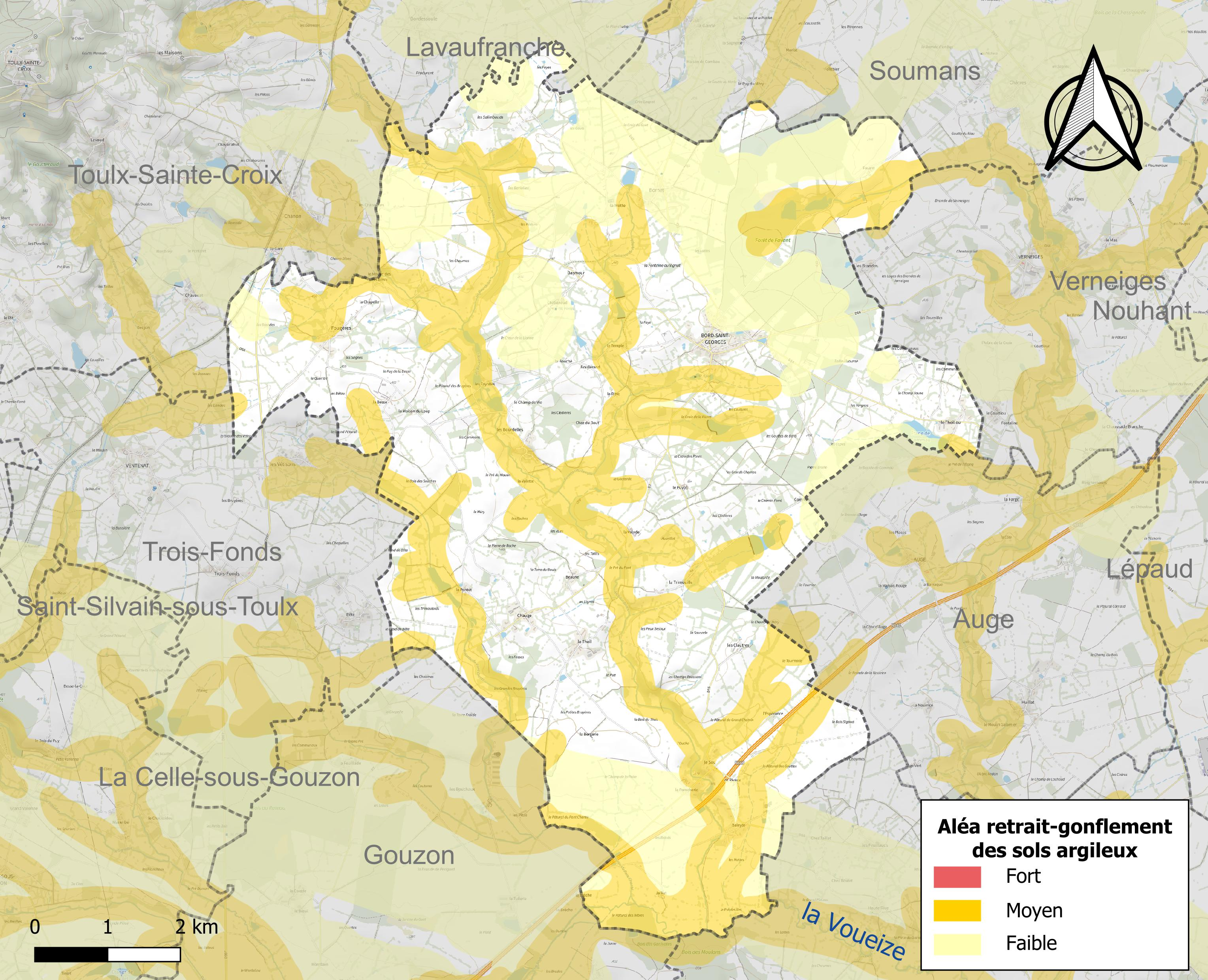
Carte des zones d'aléa retrait-gonflement des sols argileux de Bord-Saint-Georges.

Le retrait-gonflement des sols argileux est susceptible d'engendrer des dommages importants aux bâtiments en cas d’alternance de périodes de sécheresse et de pluie. 31 % de la superficie communale est en aléa moyen ou fort (33,6 % au niveau départemental et 48,5 % au niveau national). Sur les 303 bâtiments dénombrés sur la commune en 2019,  73 sont en aléa moyen ou fort, soit 24 %, à comparer aux 25 % au niveau départemental et 54 % au niveau national. Une cartographie de l'exposition du territoire national au retrait gonflement des sols argileux est disponible sur le site du BRGM,.
Par ailleurs, afin de mieux appréhender le risque d’affaissement de terrain, l'inventaire national des cavités souterraines permet de localiser celles situées sur la commune.
La commune a été reconnue en état de catastrophe naturelle au titre des dommages causés par les inondations et coulées de boue survenues en 1982 et 1999. Concernant les mouvements de terrains, la commune a été reconnue en état de catastrophe naturelle au titre des dommages causés par des mouvements de terrain en 1999.

#### Risques technologiques
Le risque de transport de matières dangereuses sur la commune est lié à sa traversée par une ou des infrastructures routières ou ferroviaires importantes ou la présence d'une canalisation de transport d'hydrocarbures. Un accident se produisant sur de telles infrastructures est susceptible d’avoir des effets graves sur les biens, les personnes ou l'environnement, selon la nature du matériau transporté. Des dispositions d’urbanisme peuvent être préconisées en conséquence.

#### Risque particulier
Dans plusieurs parties du territoire national, le radon, accumulé dans certains logements ou autres locaux, peut constituer une source significative d’exposition de la population aux rayonnements ionisants. Certaines communes du département sont concernées par le risque radon à un niveau plus ou moins élevé. Selon la classification de 2018, la commune de Bord-Saint-Georges est classée en zone 3, à savoir zone à potentiel radon significatif.

#### Transports en commun
- Réseau TransCreuse

## Toponymie
Le village de Bornet est plus ancien que Bord-Saint-Geogres. Bornet viendrait du mot pré-latin, Borna (« trou, source »), sans doute d'origine gauloise. L'adition de Saint-Georges date probablement du XIe au XII siècle, où de nombreux toponymes ont été ajoutés à des hameaux français, surtout ceux n'étant pas nommés. On peut donc supposer[style à revoir] qu'un hameau nommé Saint-George c'est développé à l'écart de Bornet, probablement au croisement actuel entre l'église et la route des dames. Plus tard le hameau a également adopté Borna, volontairement ou par confusion des lieux.
Son nom est Bòrd Sent Jòrge en marchois, dialecte du Croissant, langue de transition qui était autrefois parlée localement.

## Les Templiers et les Hospitaliers
Au cours du procès de l'ordre du Temple, un templier interrogé mentionne  la maison du Temple de « Bomora » au diocèse de Limoges. L'opinion des historiens diverge mais pour certains il s'agit bien du Temple de Basmour, ce qui correspond au lieu-dit le Temple à l'ouest du village.
À la suite de la dévolution des biens de l'ordre du Temple au cours du XIVe siècle, on trouve « l'Ospital de Bomarc » (1357) puis « La Chapelle du Temple » apparait ensuite parmi les membres de la commanderie de Lavaufranche.

## Politique et administration
| Période                                  | Période  | Identité              | Étiquette | Qualité     |
| ---------------------------------------- | -------- | --------------------- | --------- | ----------- |
| mars 2001                                | en cours | Jean-Baptiste Alanore | DVD       | Agriculteur |
| Les données manquantes sont à compléter. |          |                       |           |             |

## Démographie
L'évolution du nombre d'habitants est connue à travers les recensements de la population effectués dans la commune depuis 1793. Pour les communes de moins de 10 000 habitants, une enquête de recensement portant sur toute la population est réalisée tous les cinq ans, les populations de référence des années intermédiaires étant quant à elles estimées par interpolation ou extrapolation. Pour la commune, le premier recensement exhaustif entrant dans le cadre du nouveau dispositif a été réalisé en 2006.

En 2022, la commune comptait 371 habitants, en évolution de +4,8 % par rapport à 2016 (Creuse : −3,32 %, France hors Mayotte : +2,11 %).
| 1793 | 1800 | 1806 | 1821 | 1831  | 1836  | 1841  | 1846  | 1851  |
| ---- | ---- | ---- | ---- | ----- | ----- | ----- | ----- | ----- |
| 721  | 726  | 961  | 894  | 1 250 | 1 099 | 1 040 | 1 086 | 1 133 |

| 1856  | 1861 | 1866 | 1872  | 1876  | 1881  | 1886  | 1891  | 1896  |
| ----- | ---- | ---- | ----- | ----- | ----- | ----- | ----- | ----- |
| 1 054 | 946  | 976  | 1 001 | 1 067 | 1 123 | 1 192 | 1 161 | 1 198 |

| 1901  | 1906  | 1911  | 1921 | 1926 | 1931 | 1936 | 1946 | 1954 |
| ----- | ----- | ----- | ---- | ---- | ---- | ---- | ---- | ---- |
| 1 122 | 1 094 | 1 097 | 988  | 914  | 877  | 863  | 729  | 645  |

| 1962 | 1968 | 1975 | 1982 | 1990 | 1999 | 2006 | 2011 | 2016 |
| ---- | ---- | ---- | ---- | ---- | ---- | ---- | ---- | ---- |
| 620  | 568  | 528  | 435  | 343  | 336  | 358  | 360  | 354  |

| 2021 | 2022 | - | - | - | - | - | - | - |
| ---- | ---- | - | - | - | - | - | - | - |
| 364  | 371  | - | - | - | - | - | - | - |

## Culture locale et patrimoine

### Lieux et monuments
- Église Saint-Sulpice de Bord-Saint-Georges
- Etang des landes, en partie situé au sud de la commune

### Héraldique
| Blason de Bord-Saint-Georges | Blason  | D'azur à saint Georges à cheval d'or, portant un écu d'argent à la croix de gueules et terrassant un dragon d'or ; à la bordure cousue* de gueules.                                                                |
| Blason de Bord-Saint-Georges | Détails | Armes parlantes (Saint Georges). * Ces armes emploient le terme « cousu » dans le seul but de contrevenir à la règle de contrariété des couleurs : elles sont fautives : gueules sur azur. Utilisé par la commune. |